# 南スオミ州
南スオミ州（みなみスオミしゅう、フィンランド語: Etelä-Suomen lääni、スウェーデン語: Södra Finlands län）あるいは南フィンランド州は、かつて存在したフィンランドの州のひとつ。1997年9月1日にウーシマー州とキュミ州、ハメ州の南部が合併して発足した。2010年1月1日、他の州と同じく廃止された。フィンランド湾に面し、西スオミ州、東スオミ州に隣接していた。またロシアとも国境を接する。州都はハメーンリンナ。

## 地域
南スオミ州は以下の6つの県(maakunnat)に分けられる。
- 南カルヤラ県 (Etelä-Karjalan maakunta)
- パイヤト＝ハメ県 (Päijät-Hämeen maakunta)
- カンタ＝ハメ県 (Kanta-Hämeen maakunta)
- ウーシマー県 (Uudenmaan maakunta)
- 東ウーシマー県 (Itä-Uudenmaan maakunta)[1]
- キュメンラークソ県 (Kymenlaakson maakunta)